# Rosie Douglas
Roosevelt „Rosie“ Bertrand Douglas (* 15. Oktober 1941; † 1. Oktober 2000 in Portsmouth) war ein dominicanischer Politiker. Im Jahr 2000 war er für acht Monate Ministerpräsident der Karibikinsel.
Douglas erwarb sich während seiner politischen Laufbahn den Ruf einen sozialistischen Radikalreformers. Bei den Parlamentswahlen am 31. Januar 2000 führte er die Dominica Labour Party zum Sieg gegen die regierende United Workers Party von Ministerpräsident Edison James. Er bildete eine Koalition mit der gemäßigten Dominica Freedom Party und trat am 3. Februar 2000 James’ Nachfolge im Amt des Ministerpräsidenten an.
Nach nur acht Monaten im Amt wurde Douglas am 1. Oktober 2000 tot in seinem Haus in Portsmouth aufgefunden. Er war erst einen Tag zuvor von Staatsbesuchen in Australien, Taiwan, Kanada und Jamaika zurückgekehrt.
Zu seinem Nachfolger wurde Außenminister Pierre Charles bestimmt. Am 27. Oktober 2014 wurde der dominicanische Flughafen Melville Hall Airport zu Ehren von Douglas und Charles in Douglas-Charles Airport umbenannt.
| Personendaten    | Personendaten                                    |
| ---------------- | ------------------------------------------------ |
| NAME             | Douglas, Rosie                                   |
| ALTERNATIVNAMEN  | Douglas, Roosevelt Bertrand (vollständiger Name) |
| KURZBESCHREIBUNG | dominicanischer Politiker                        |
| GEBURTSDATUM     | 15. Oktober 1941                                 |
| STERBEDATUM      | 1. Oktober 2000                                  |
| STERBEORT        | Portsmouth                                       |